# General Tinio
General Tinio é um município de  primeira classe de renda municipal (d) na província Nova Ecija, nas Filipinas. De acordo com o censo de 1 de maio  de  2020 possui uma população de 55 925 pessoas e 13 137 domicílios.